# Салоникийская государственная консерватория
Салоникийская государственная консерватория (греч. Κρατικό Ωδείο Θεσσαλονίκης) — единственная государственная консерватория Греции, расположенная в Салониках.
Имеются отделения инструментальной и вокальной музыки, мелодраматической музыки, композиции, дирижирования и византийской музыки.

## История
Государственная консерватория основана в 1914 году по распоряжению премьер-министра Элефтериоса Венизелоса под контролем Министерства по делам религий и национального образования.
В 1987 году по решению министра культуры Греции Мелины Меркури Салоникийская консерватория была переведена в историческое здание Османского банка (архитектор Виталиано Поселли, 1903) в районе Франгомахала́.
В концертном зале консерватории «Мелина Меркури» проходят выступления греческих и зарубежных артистов, семинары и конкурсы. Консерватория, являясь членом Европейского союза консерваторий, развивает контакты с зарубежными учреждениями для постоянного повышения квалификации своих студентов и преподавательского состава.

## Директора
1. Александр Казандзис[вд] (1914—1951)
2. Димитрис Темелис[вд]
3. Солон Михаилидис (1957—1970)